# Гран-Морелос
Гран-Морелос (исп. Gran Morelos) — посёлок в Мексике, штат Чиуауа, входит в состав муниципалитета Меоки. Численность населения, по данным переписи 2010 года, составила 296 человек.

## Общие сведения
Название Gran Morelos с испанского языка можно перевести как Великий Морелос, дано в честь национального героя и борца за независимость Мексики Хосе Мария Морелоса.